# Peter Böthig
Peter Böthig (* 1958 in Altenburg) ist ein deutscher Germanist und Literaturwissenschaftler.

## Leben
Böthig studierte Germanistik an der Humboldt-Universität zu Berlin. Von 1984 bis 1986 war er wissenschaftlicher Assistent ebendort. Aufgrund seiner Mitherausgeberschaft bei der unabhängigen Literaturzeitschrift Schaden wurde ihm 1986 gekündigt. Danach arbeitete er als freier Autor für Zeitungen und Zeitschriften.  1988 wurde er schließlich durch das Ministerium für Staatssicherheit (MfS) verhaftet. 1989 durfte er nach West-Berlin ausreisen.
Von 1989 bis 1990 war er Teaching Fellow an der University of Pittsburgh in Pennsylvania, USA. 1993 wurde er in Berlin mit der Dissertation Differenz und Revolte. Literatur aus der DDR in den 80er Jahren. Untersuchungen an den Rändern eines Diskurses zum Dr. phil. promoviert. Von April 1993 bis März 2024 war er Leiter des Kurt-Tucholsky-Literaturmuseums im Schloss Rheinsberg, seit 2009 auch des Alfred Wegener Museums in Zechlinerhütte. Er arbeitet als Ausstellungskurator und Publizist, er war von 2000 bis 2019 Vorstandsmitglied der Arbeitsgemeinschaft Literarischer Gesellschaften und Gedenkstätten und ist im Vorstand des Kunst- und Kulturvereins Rheinsberg, des Peter Huchel Haus e. V., des Brandenburgischen Literaturvereins sowie der Christa-Wolf-Gesellschaft tätig. Er ist Mitorganisator des Europäischen Reiseliteraturfestivals Neben der Spur im Rahmen der Fontane-Festspiele der Stadt Neuruppin.
Sein Zwillingsbruder Ralf Böthig ist Arzt.

## Schriften
- Grammatik einer Landschaft. Literatur aus der DDR in den 80er Jahren. Lukas Verlag, Berlin 1997, ISBN 3-931836-03-7
- mit Stefanie Oswalt: Juden in Rheinsberg. Eine Spurensuche. Edition Rieger, Karwe b. Neuruppin 2005.
- Erich Arendt und Neuruppin. Frankfurter Buntbuch 44/34, 2008, ISBN 978-3-938008-23-2.
- Alfred Wegener. Meteorologe, Polarforscher, Geowissenschaftler. 2009, ISBN 978-3-00-027776-4.
- Im Haus der sieben Wälder. Lola Landau und Armin T. Wegner in Neuglobsow. Frankfurt Buntbuch 49, 2010. ISBN 978-3-938008-29-4.

## Herausgeber
- mit Klaus Michael: Flanzendörfer: Un möglich es leben. texte fotos bilder. Berlin 1992.
- mit Klaus Michael: Machtspiele. Literatur und Staatssicherheit im Fokus Prenzlauer Berg (= Reclams Universal-Bibliothek, 1460). Reclam, Leipzig 1993, ISBN 3-379-01460-5.
- Kurt Tucholsky: Jelänger jelieber. Reinbek bei Hamburg 1995.
- Christa Wolf, Gerhard Wolf: Unsere Freunde, die Maler. Berlin 1995.
- Martin Hoffmann: Reflexe aus Papier und Schatten. Berlin 1996
- Kurt Tucholsky: Und immer sind da Spuren. Texte und Portraits. Amsterdam 1997
- Die Poesie hat immer Recht: Gerhard Wolf – Autor, Herausgeber, Verleger. Berlin 1998
- mit Petra Schramm: Peter Brasch: Status Quo, Essays, Skizzen und Portraits, BasisDruck Berlin 2002.
- Christa Wolf. Eine Biographie in Bildern und Texten. Luchterhand, München 2004, ISBN 3-630-87169-0.
- Jürgen Graetz, Fotografien 1958–2008. Edition Stechlin, Berlin 2008, ISBN 978-3-00-025222-8.
- mit Peter Walther: Die Russen sind da. Kriegsalltag und Neubeginn 1945 in Tagebüchern aus Brandenburg. Lukas Verlag, Berlin 2011, ISBN 978-3-86732-079-5.
- mit Carina Stewen: Kurt Tucholsky: Herr Wendriner und das Lottchen. 2014, ISBN 978-3-945256-01-5.
- mit Wolfgang Sax: Kurt Tucholsky: Wo waren Sie im Kriege, Herr -? 2015, ISBN 978-3-00-045129-4.
- Sprachzeiten. Der literarische Salon von Ekke Maaß. Eine Dokumentation von 1978 bis 2016. Lukas Verlag, Berlin 2017, ISBN 978-3-86732-241-6.
- Hier soll Preußen schön sein. Fünfzig Stadtschreiber zu Rheinsberg erfinden eine poetische Provinz. Verlag für Berlin-Brandenburg, 2020, ISBN 978-3-947215-72-0.